# جون ستانلي
جون ستانلي (بالإنجليزية: Jon Stanley)‏ (6 يوليو 1943 - ) هو لاعب كرة طائرة الولايات المتحدة. شارك في الألعاب الأولمبية الصيفية 1968.

## وصلات خارجية
- جون ستانلي على موقع أوليمبيديا (الإنجليزية)
- جون ستانلي على موقع قاعة هاواي للمشاهير الرياضية (مؤرشف) (الإنجليزية)